# Mimas (papillon)
Pour les articles homonymes, voir Mimas.
Genre
Le genre Mimas regroupe des insectes lépidoptères de la famille des Sphingidae, sous-famille des Smerinthinae et de la tribu des Smerinthini.

## Systématique
- Le genre Mimas a été décrit par l'entomologiste allemand Jakob Hübner,  en 1819[1].
- L'espèce type pour le genre est Mimas tiliae (Linnaeus, 1758).

## Synonymie
- Lucena  Rambur, 1840[2]

## Taxinomie
Liste des espèces
- Mimas christophi (Staudinger, 1887).
- Mimas tiliae (Linnaeus, 1758) — Sphinx du tilleul.

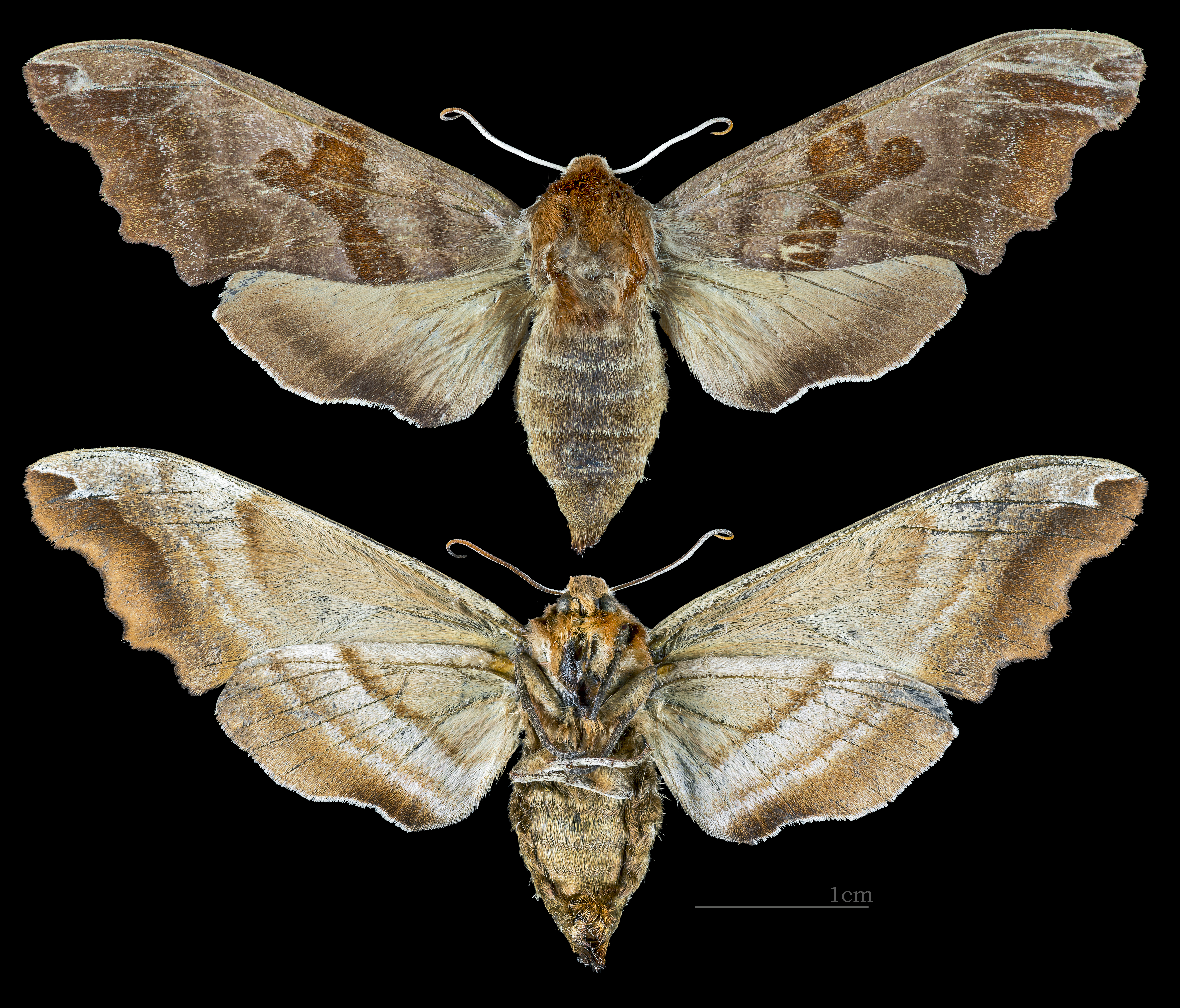
Mimas christophi (coll.MHNT)
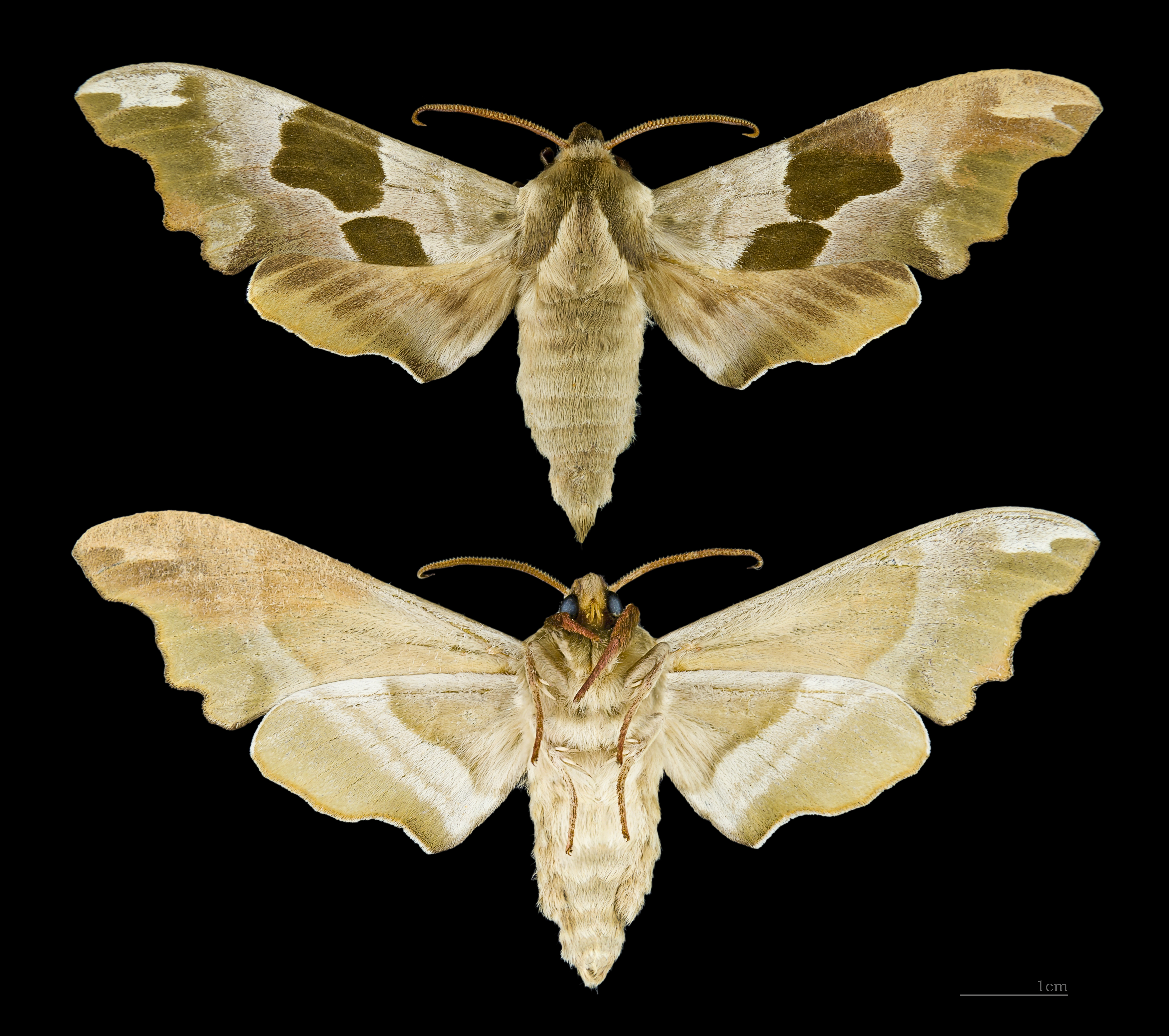
Mimas tiliae (coll.MHNT)